# Ancha
Ancha (theta Aquarii) is een ster in het sterrenbeeld Waterman (Aquarius).
Waarnemers in de Benelux kunnen de ster Theta Aquarii (Ancha) aanwenden als gidsster om op zoek gaan naar de gordel van geostationaire satellieten. De telescoop met volgmechanisme dient een halve graad ten noorden van Ancha gericht te worden, de geostationaire satellieten bewegen traag doorheen het beeldveld.